# Patrick Moenaert
Pour les articles homonymes, voir Moenaert.
Patrick Moenaert, né le 27 mars 1949 à Oudenburg et mort le 15 mai 2024 à Bruges, est un homme politique belge flamand et dirigeant du parti CD&V.

## Biographie
La carrière politique de Patrick Moenaert commence en 1979 en tant que secrétaire de cabinet du ministre Daniël Coens. 
En 1982, il est élu conseiller communal de Bruges et en 1988, il devient président du Centre public d'action sociale (CPAS) de la ville. En 1995, il est élu bourgmestre de Bruges et demeure en fonction jusqu'aux élections communales de 2012, où il décide de ne pas se représenter et de soutenir Dirk De fauw.
Patrick Moenaert meurt le 15 mai 2024 à l'âge de 75 ans.